# Люперсольський Петро Іванович
Петро́ Іва́нович Люперсо́льський (* 1836, Можга Вятської губернії — † 1903) — історик-антикознавець, професор (1872).

## Біографія
Народився в сім'ї священика. Здобув освіту в Петербурзькій духовній академії зі ступенем кандидата. Вислужив рік до духовному училищному відомству. В 1859 році викладав грецькі мову та історію в Петербурзькій духовній семінарії. В 1865 році зарахований стипендіатом міністерства народної освіти для підготовки на професорську кафедру зі всесвітньої історії. В тому ж часі призначений позаштатним викладачем історії при Петербурзькій Ларінській гімназії.
Був учнем професора Михайла Куторги — одного із засновників у Російській імперії науково-порівняльного критичного підходу щодо вивчення історії Стародавньої Греції.
1862 року йому доручено перевірити по грецькому примірнику правильність рукописного перекладу «Тлумачення Феофілакта Болгарського на Євангеліє від Луки». Звільняється 1865 року із семінарії та переходить з духовного звання у світське.
1869 підготував, того ж року захистив магістерське дослідження на тему: «Храмове місто Дельфи з оракулом Аполлона Піфійського в Древній Греції». Того ж року опубліковано в Санкт-Петербурзі.
Два роки за кордоном проходив стажування, слухав лекції в Берлінському університеті — у Рудольфа Гаупта Кірхгофа, Ернста Курціуса, Теодора Моммзена, Леопольда фон Ранке. Вивчав твори мистецтва та античні пам'ятки у Венеції, Дрездені, Мілані, Мюнхені, Флоренції. Знайомився з античними пам'ятниками, картинними галереями, рукописами, в Римі — під керівництвом професора Генцена — досліджував матеріали про в давній й середньовічний періоди. Відвідав Грецію та Туреччину.
В 1872—1875 роках — екстраординарний професор всесвітньої історії Варшавського університету.
1875 року запрошений на роботу в Ніжинський історико-філологічний інститут князя Безбородька. Там обійняв посаду ординарного професора кафедри загальної історії. Цього часу написав кілька праць, зокрема «Очерк життя Перикла», 1877, «Відомості Ніжинського інституту», «Дипломатичні відносини та боротьба імператора Олександра I з Наполеоном» (1878 рік).
1897 року звільнився зі служби. Професор Михайло Бережков, досліджуючи внесок Люмперсольського у дослідження історичних проблем античності, зазначав, що професор, маючи богословську та церковно-історичну освіту та дотримуючись точки зору вселенського православ'я, відкрив нові перспективи «для історіографії світу греко-слов'янського».